# بيتر سيمونسين
بيتر سيمونسين (بالإنجليزية: Peter Simonsen)‏ هو لاعب كرة قدم نيوزيلندي في مركز الوسط، ولد في 17 أبريل 1959 في نيوزيلندا. شارك مع منتخب نيوزيلندا لكرة القدم. أما مع النوادي، فقد لعب مع Manurewa AFC ‏.

## وصلات خارجية
- بيتر سيمونسين على موقع الاتحاد الدولي (مؤرشف)  (الإنجليزية)
- بيتر سيمونسين على موقع قاعدة بيانات كرة القدم.إي يو (الإنجليزية)
- بيتر سيمونسين على موقع ناشيونال فوتبول تيمز (الإنجليزية)
- بيتر سيمونسين على موقع Soccerway.com (الإنجليزية)
- بيتر سيمونسين على موقع عالم كرة القدم.نت (الإنجليزية)